# Зелен огън
„Зелен огън“ (на английски: Green Fire) е американски приключенски игрален филм, драма, излязъл по екраните през 1954 година, режисиран от Андрю Мартън с участието на Стюарт Грейнджър и Грейс Кели в главните роли.

## Сюжет
Райън Мичъл открива в Южна Америка находище на смарагди. Въпреки това, не успява да започне работа, тъй като бива преследван. Заедно с партньора си Вик, те все пак се връщат. Запознават се със собствениците на плантация за кафе Катрин и Доналд Нолан, които са брат и сестра. Райън се влюбва в Катрин и се оказва пред сложен избор.

## В ролите
| Актьор           | Роля         |
| ---------------- | ------------ |
| Стюарт Грейнджър | Райън Мичъл  |
| Грейс Кели       | Катрин Нолан |
| Пол Дъглас       | Вик Леонард  |
| Джон Ериксън     | Доналд Нолан |
| Мървин Вай       | Ел Моро      |
| Хосе Торвей      | Мануел       |
| Робърт Тафур     | Отец Риперо  |
| Джо Домингес     | Хосе         |
| Начо Галиндо     | Офицер Перес |
| Чарлита          | Долорес      |